# Бельгийские вафли
Бельгийские (брюссельские) вафли (нидерл. wafels, фр. gaufres) — разновидность вафель, кулинарная достопримечательность Бельгии.

## Описание

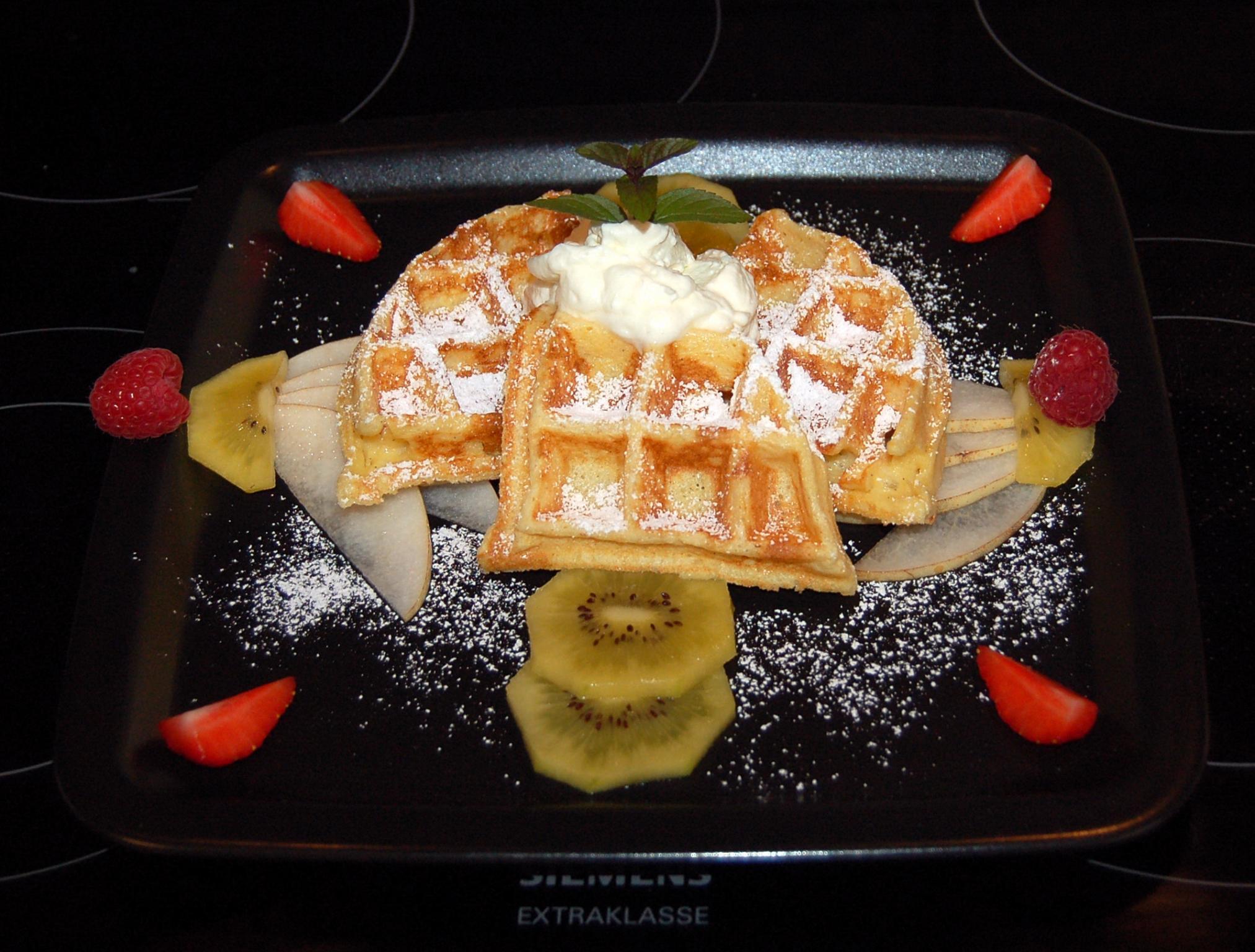
Вариант сервировки бельгийских вафель

Представляют собой широкие, плотные, достаточно мягкие по консистенции куски теста, чаще всего прямоугольной формы, с характерной ребристой поверхностью. В современных реалиях изготавливаются в электрических вафельницах. Могут подаваться с сиропом, сахарной пудрой, свежими ягодами, шоколадным или карамельным соусом, шариком мороженого.
В самой Бельгии эти вафли широко распространены, но не являются единственной разновидностью вафель (существуют ещё, в частности, льежские вафли и голландские вафли, популярные на севере страны), поэтому на родине их называют брюссельскими.
Широко распространены за пределами Бельгии, в частности, в США, где известны как бельгийские вафли. Считается, что кондитер из Бельгии по имени Вальтер Клеман одним из первых начал продавать бельгийские вафли со взбитыми сливками и клубникой в США, в Сиэтле, в 1962 году. Начиная с этого времени бельгийские вафли широко распространились по США. Считается, что их название было изменено, в частности, потому, что не все американцы могли правильно идентифицировать Брюссель как столицу Бельгии. В США бельгийские вафли часто изготовляются круглыми (по форме круглой вафельницы), с возможностью в дальнейшем разделить их на сегменты, напоминающие по форме куски пирога (но чаще их подают целыми).
Первоначально брюссельские вафли состояли из пшеничной муки, дрожжей, сахара, молока, воды, сливочного масла, соли и взбитых яичных белков. Сегодня в США вместо дрожжей зачастую используют разрыхлитель, а вместо сливочного масла — маргарин.